# Ernesto Restrepo Tirado
Ernesto Restrepo Tirado (Medellín, 27 de agosto de 1862-Bogotá, 24 de octubre de 1948) fue un escritor, historiador, etnólogo e investigador colombiano.

## Biografía
Nació en 1862, en Medellín. Fue militar de Boyacá en 1901, miembro fundador, presidente y vicepresidente de la Academia Colombiana de Historia, de la Academia Nacional de la Historia de Venezuela y Academia Antioqueña de Historia. Autor 24 volúmenes, sus investigaciones se centraron en el pueblo Quimbaya. Dirigió el Museo Nacional de Colombia entre 1910 y 1920. Ejerció Además ejerció como cónsul general de Colombia en Sevilla, España, entre el 2 y 8 de mayo de 1930. Falleció en Bogotá, el 24 de octubre de 1948.